# 挪威船级社
挪威船级社（挪威語：Det Norske Veritas），简称DNV，是挪威一家风险管理服务机构，以“捍卫生命与财产安全，保护环境”为宗旨的独立基金组织。其涉獵領域包括海事、可再生能源、石油和天然氣、電氣化、食品及醫療衛生等。截至2024年1月10日，該公司擁有約15,000名員工和350個辦事處，在100多個國家運營，為多個行業提供服務。
挪威船级社最初成立於1864年，當時仍獨立為 Det Norske Veritas（DNV）。直至2013年，DNV與來自德國的德國驗船協會（Germanischer Lloyd，GL）合併成 DNV GL。
2021年初，DNV GL 公佈其公司名稱將於2021年3月1日起重新改為 DNV。

## 架構
DNV的組織架構分為六個事業部：

### 海事行業
船級社和公認的海事諮詢服務商。通過服務於所有船舶類型和海工裝置，促進全球航運業在安全、質量、能效和環境績效方面的發展。持續投入於研究和發展領域，與海事業界一起，解決所面臨的包括戰略、營運和法規方面的挑戰。

### 油氣領域
全球油氣業的技術服務機構。在技術和海事保障、諮詢、風險管理和海工入級領域提供全面的技術諮詢服務，促進油氣項目及其運營的安全性、可靠性和績效提升。與合作夥伴一起，通過開發最佳行業實踐和標準促進油氣行業的發展。員工結合其行業專長、跨領域技能和創新精神，服務於客戶，解決所面臨的複雜挑戰。

### 能源領域
DNV GL為能源價值鏈包括可再生能源和能源效率提供測試和諮詢服務。專業知識涵蓋陸上和海上風能、太陽能、傳統發電、輸電和配電、智能電網、可持續能源利用以及能源市場和法規。 3000名能源專家為全球客戶提供支持，以提供安全、可靠、高效和可持續的能源供應。

### 認證業務
認證機構，通過認證、驗證、評估和培訓服務幫助各組織確保在組織管理、產品、人員、設施和供應鏈方面的績效。在所有行業領域協助我們的客戶構建一個可持續發展的平台並贏得利益相關方的信任。

### 數字化服務
數字解決方案提供商，為船舶、管道、流程工廠、離岸結構平台、城市電網、智慧城市等資產提供風險管理、安全提升和資產業績的數字化解決方案。此外，開放數據平台Veracity、網絡空間安全和軟件服務也向海事、能源及醫療健康等行業的關鍵業務活動中提供支持方案。

### 快速增長類別
透過收購和合作夥伴關係實現快速增長的單位組合。